# Volta a la Comunitat Valenciana 2004
La Volta a la Comunitat Valenciana 2004, sessantaduesima edizione della corsa, si svolse dal 24 al 28 febbraio su un percorso di 818 km ripartiti in 5 tappe, con partenza a Jávea e arrivo a Valencia. Fu vinta dallo spagnolo Alejandro Valverde della Comunidad Valenciana-Kelme davanti ai suoi connazionali Antonio Colom e David Blanco.

## Tappe
| Tappa  | Data        | Percorso                    | km    | Vincitore di tappa | Leader cl. generale |
| ------ | ----------- | --------------------------- | ----- | ------------------ | ------------------- |
| 1ª     | 24 febbraio | Jávea > Jávea               | 149,2 | Antonio Colom      | Antonio Colom       |
| 2ª     | 25 febbraio | Jávea > Calp                | 148,5 | Alejandro Valverde | Antonio Colom       |
| 3ª     | 26 febbraio | Calp > Sagunto              | 197   | Alejandro Valverde | Alejandro Valverde  |
| 4ª     | 27 febbraio | Sagunto > Alto Del Campello | 158,2 | Jorge Garcia Marin | Alejandro Valverde  |
| 5ª     | 28 febbraio | Valencia > Valencia         | 165,5 | Alexandre Usov     | Alejandro Valverde  |
| Totale | Totale      | Totale                      | 818   |                    |                     |

## Dettagli delle tappe

### 1ª tappa
- 24 febbraio: Jávea > Jávea – 149,2 km

| Pos. | Corridore        | Squadra         | Tempo    |
| ---- | ---------------- | --------------- | -------- |
| 1    | Antonio Colom    | Illes Balears   | 3h25'46" |
| 2    | David Blanco     | Com. Valenciana | s.t.     |
| 3    | Grischa Niermann | Rabobank        | a 3"     |

| Pos. | Corridore     | Squadra       | Tempo    |
| ---- | ------------- | ------------- | -------- |
| 1    | Antonio Colom | Illes Balears | 3h25'36" |

### 2ª tappa
- 25 febbraio: Jávea > Calp – 148,5 km

| Pos. | Corridore          | Squadra         | Tempo    |
| ---- | ------------------ | --------------- | -------- |
| 1    | Alejandro Valverde | Com. Valenciana | 3h36'28" |
| 2    | Rolf Aldag         | T-Mobile        | a 1"     |
| 3    | Pedro Horrillo     | Quick Step      | s.t.     |

| Pos. | Corridore     | Squadra       | Tempo    |
| ---- | ------------- | ------------- | -------- |
| 1    | Antonio Colom | Illes Balears | 7h02'05" |

### 3ª tappa
- 26 febbraio: Calp > Sagunto – 197 km

| Pos. | Corridore          | Squadra         | Tempo    |
| ---- | ------------------ | --------------- | -------- |
| 1    | Alejandro Valverde | Com. Valenciana | 4h43'25" |
| 2    | Isaac Gálvez Lopez | Illes Balears   | s.t.     |
| 3    | Ángel Edo          | Milaneza Maia   | s.t.     |

| Pos. | Corridore          | Squadra         | Tempo     |
| ---- | ------------------ | --------------- | --------- |
| 1    | Alejandro Valverde | Com. Valenciana | 11h45'29" |

### 4ª tappa
- 27 febbraio: Sagunto > Alto Del Campello – 158,2 km

| Pos. | Corridore                 | Squadra       | Tempo    |
| ---- | ------------------------- | ------------- | -------- |
| 1    | Jorge Garcia Marin        | Cafes Baque   | 4h38'55" |
| 2    | Mikel Astarloza Chaurreau | AG2R          | a 13"    |
| 3    | Leonardo Piepoli          | Saunier Duval | a 5'23"  |

| Pos. | Corridore          | Squadra         | Tempo     |
| ---- | ------------------ | --------------- | --------- |
| 1    | Alejandro Valverde | Com. Valenciana | 16h29'48" |

### 5ª tappa
- 28 febbraio: Valencia > Valencia – 165,5 km

| Pos. | Corridore          | Squadra         | Tempo    |
| ---- | ------------------ | --------------- | -------- |
| 1    | Alexandre Usov     | Phonak          | 3h35'01" |
| 2    | Robert Bartko      | Rabobank        | s.t.     |
| 3    | Alejandro Valverde | Com. Valenciana | s.t.     |

| Pos. | Corridore          | Squadra         | Tempo     |
| ---- | ------------------ | --------------- | --------- |
| 1    | Alejandro Valverde | Com. Valenciana | 20h04'45" |
| 2    | Antonio Colom      | Illes Balears   | a 9"      |
| 3    | David Blanco       | Com. Valenciana | a 22"     |

## Classifiche finali

### Classifica generale
| Pos. | Corridore          | Squadra                    | Tempo     |
| ---- | ------------------ | -------------------------- | --------- |
| 1    | Alejandro Valverde | Comunidad Valenciana-Kelme | 20h04'45" |
| 2    | Antonio Colom      | Illes Balears-Banesto      | a 9"      |
| 3    | David Blanco       | Comunidad Valenciana-Kelme | a 22"     |
| 4    | Leonardo Piepoli   | Saunier Duval-Prodir       | a 25"     |
| 5    | Alex Zülle         | Phonak Hearing Systems     | a 30"     |